# Bharatpur (Rajasthan)
Pour les articles homonymes, voir Bharatpur.
Bharatpur (en rajasthani : भरतपुर) est une ville de l’État du Rajasthan au nord-ouest de l’Inde. Elle a été fondée en 1733 par Surajmal Jat.
Bharatpur était à la fois une ville imprenable, organisée et bien fortifiée et la capitale du royaume de Jat, gouvernée par des Maharadjas Sinsinwar. Le trio des villes de Bharatpur, Deeg et Dholpur a joué un rôle important dans l'histoire de l'Inde. 
Située à 55 km à l'ouest de la ville d'Agra (la ville du Taj Mahal) et à 35 km de Mathura, elle est le chef-lieu du district de Bhâratpur. 
L'histoire de la Maison Royale de Bharatpur remonte au XIe siècle. Elle possède un des statuts royaux les plus respectés du Rajasthan.
À proximité se trouve le Parc national de Keoladeo, célèbre pour ses oiseaux aquatiques et inscrit au patrimoine mondial de l'UNESCO depuis 1985.

## Source de la traduction
- (en) Cet article est partiellement ou en totalité issu de l’article de Wikipédia en anglais intitulé « Bharatpur, Rajasthan » (voir la liste des auteurs).